# Тихоокеанська армія США
Тихоокеанська армія США (англ. United States Army Pacific) (USARPAC) — військове об'єднання армії США, польова армія Збройних сил США, що відповідає за підготовку та ведення військових операцій США та підтримку військових контактів з військовими Індо-Тихоокеанського регіону. Основною зоною відповідальності армії є Аляска, Гаваї, Тихий океан, Японію та Південну Корею. Формування армії також виконують місії в Південно-Східній Азії, в країнах, що простягаються від Філіппін аж до Бангладеш та Індії. Збройні сили США в Кореї (USFK) здійснюють оперативне командування та контроль над Збройними силами США в Кореї з січня 2012 року, а штаб USARPAC контролює комплектування, навчання та оснащення сил армії США, виділених до складу USFK.
Підпорядковані формування цієї армії залучаються до виконання гуманітарних місій також у таких місцях, як Гаїті, Куба та Близький Схід.

## Склад Тихоокеанської армії

### Організаційно-штатна структура USARPAC
- Тихоокеанська армія США

- -     - 9-те командування підтримки
      - 10-та група підтримки

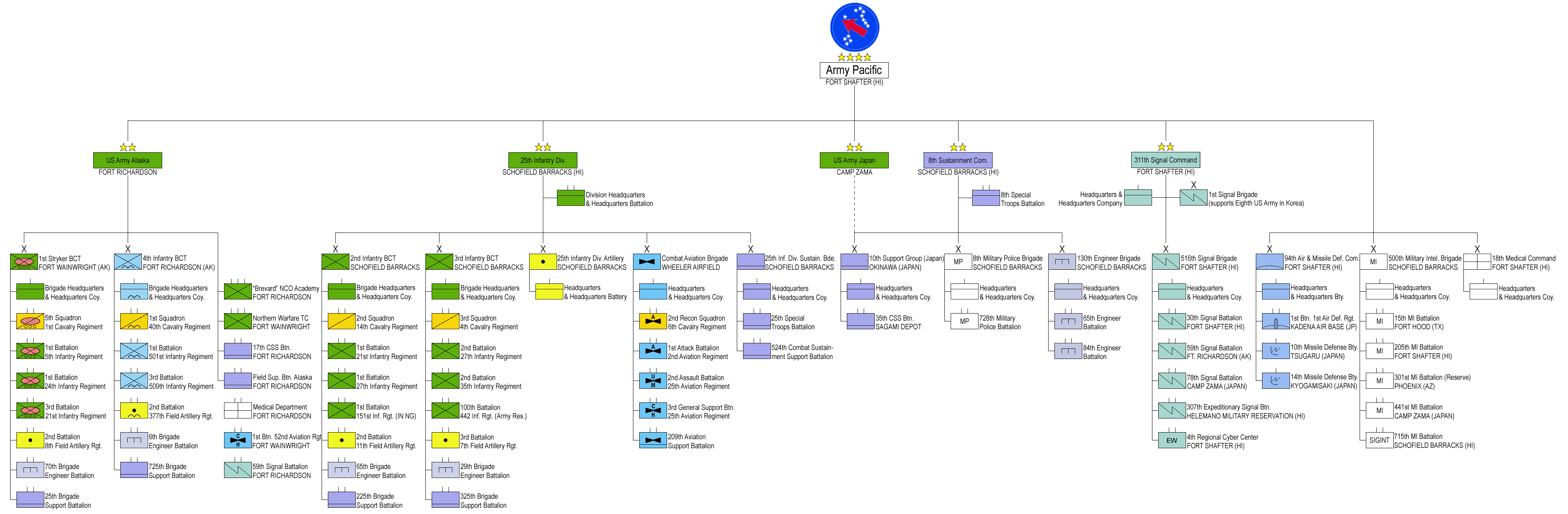
Схема організації Тихоокеанської армії

      - 17-та територіальна група підтримки
      - 300-та територіальна група підтримки

  - Армія США «Аляска»
    - 1-ша бригадна бойова група 25-ї піхотної дивізії
      - 4-та бригадна бойова група (аеромобільна) 25-ї піхотної дивізії

    - 2-га інженерна бригада
    - 16-та бригада армійської авіації

  - 8-ма армія (Гарнізон Йонсан, (Південна Корея))
    - 2-га піхотна дивізія

  - 1-й армійський корпус (Об'єднана військова база Льюїс-Маккорд)
    - 7-ма піхотна дивізія
    - 25-та піхотна дивізія
    - 11-та повітрянодесантна дивізія
    - Армія США «Японія» (Кемп-Зама)

  - 196-та піхотна бригада
  - 311-те командування зв'язку
    - 516-та бригада зв'язку